# Virginia Slims of Fort Lauderdale 1972
Il Virginia Slims of Fort Lauderdale 1972 è stato un torneo di tennis giocato sulla terra verde. È stata la 2ª edizione del torneo, che fa parte del Virginia Slims Circuit 1972. Si è giocato a Fort Lauderdale negli USA dal 1° al 7 febbraio 1972.

## Campionesse

### Singolare
Chris Evert ha battuto in finale  Billie Jean King con il punteggio di 6–1, 6–0

### Doppio
Judy Tegart /  Françoise Dürr hanno battuto in finale  Nancy Richey /  Virginia Wade con il punteggio di 6–3, 6–2